# سالي هايدون
سالي هايدون (بالإنجليزية: Sally Haydon)‏ هي أكاديمية أمريكية، ولدت في 10 فبراير 1959 في فرسايليس في الولايات المتحدة، وتوفيت في 13 أبريل 2014.